# William Robert Ogilvie-Grant
William Robert Ogilvie-Grant (25 de març de 1863 - 26 de juliol de 1924) fou un ornitòleg escocès.

## Biografia
Va estudiar primer a la Cargilfield Preparatory School i després va passar al Fettes College, a Edimburg, on es va graduar en Zoologia i Anatomia. El 1882 va arribar a ser Assistent del Museu d'Història Natural de Londres. Va estudiar ictiologia sota la supervisió d'Albert Günther.
El 1885 va ser nomenat temporalment com a cap de la Secció Ornitològica, durant el viatge de Richard Bowdler Sharpe a l'Índia. Va romandre en aquest departament en el qual va arribar a ser Sanador d'Ocells, entre 1909 i 1918. Va succeir també a Bowdler Sharpe com a editor del Bulletin of the British Ornithologists 'Club, lloc que va ocupar de 1904 fins a 1914.
Ogilvie-Grant va realitzar molts viatges per a la recol·lecció d'espècimens, especialment a Socotra, Madeira i Canàries.

## Obra
- The Expedition to Sokotra. IV Descriptions of three new species of butterflies – Liverpool: Bulletin of the Liverpool Museums, 1899

- Arthropoda. Insecta: Lepidoptera - I. Rhopalocera. In: HO Forbes: Natural history of Sokotra and Abd-el-Kuri : Being the report upon the results of the conjoint expedition to these islands in 1898-9, by Mr. W.R. Ogilvie-Grant, of the British Museum, and Dr. H.O. Forbes, of the Liverpool Museums, together with information from other available sources. Forming a monogragh of the islands – Liverpool: Bulletin of the Liverpool Museums, 1903

- Exhibition and description of a new subspecies of Grosbeak, Rhynchostruthus percivali yemenensis, from the mountains of S. Yemen – Bulletin of the British Ornithologists' Club, 1913

- Report of a new race of Palm Dove – Bulletin of the British Ornithologists' Club, 1914

## Abreviatura (zoologia)
L'abreviatura Ogilvie-Grant s'empra per indicar William Robert Ogilvie-Grant com a autoritat en la descripció en taxonomia i zoologia.